# Terremoto de Java de julio de 2006
El Terremoto y Tsunami de 2006 en Java fue un terremoto de magnitud 7.7 que ocurrió el 17 de julio de 2006 y causó un tsunami que afectó a la isla de Java a las 08:19 UTC (3:19 p. m., hora local).
El terremoto engendró una ola de tres metros de altura que destruyó casas en la costa sur de la isla, y se cobró la vida de 341 personas. El Servicio Geológico de los Estados Unidos lo definió como el epicentro en las coordenadas 9.22°S, 107.32°E, la profundidad estimada en 34 km de la superficie del océano. Geográficamente, se encuentra 230 km al norte este de Christmas Island, a 230 km al suroeste de Tasikmalaya y 350 km al sur de Yakarta, la capital de Indonesia. El tsunami destruyó por completo las aldeas de Cipatujah y Pangandaran en la costa sur de Bandung. También habría mucho daño en la costa oeste, en los sitios del hotel de Pangandaran.
Después del terremoto, la Agencia Meteorológica de Indonesia dijo que "un tsunami local podría afectar las probabilidades situados a menos de 100 kilómetros del epicentro del terremoto", sin embargo, negó la posibilidad de un tsunami a gran escala como el que afectó a la región el 26 de diciembre de 2004. Sin embargo, la India emitió una advertencia para las islas Andaman, que se encuentra en la Bahía de Bengala y que sufrió por el 26 de diciembre de 2004. una advertencia también se emitió para la Isla de Navidad de Australia. Sin embargo, los informes de la policía en la isla indicaron que no se había causado ningún daño. Se registró un tsunami de solo 60 centímetros en la Oficina de Meteorología de la Isla. También se emitió una advertencia para la región de Kimberley en Australia. Un habitante de Pangalengan afirmó que la ola había llegado a una velocidad de 40 km/h. Según él, la ola habría tenido "al menos 5 metros de altura".

## Consecuencias
Una ruptura anormalmente lenta en la Fosa de Java y un tsunami que fue inusualmente fuerte en relación con el tamaño del terremoto fueron ambos factores que llevaron a que se clasificara como un terremoto de tsunami. Varios miles de kilómetros al sudeste, se observaron picos de varios metros en el noroeste de Australia, pero en Java los mareas de tsunami (altura sobre el nivel normal del mar) eran típicamente de 5-7 metros (16-23 pies) y daban como resultado la muerte de más de 600 personas Otros factores pueden haber contribuido a los altibajos excepcionalmente altos de 10-21 m (33-69 pies) en la isla pequeña y mayormente deshabitada de Nusa Kambangan, justo al este de la ciudad turística de Pangandaran, donde el daño fue pesado y una gran pérdida de la vida ocurrió. Como el impacto se sintió solo con intensidad moderada en el interior, y aún menos en la costa, el aumento llegó con poca o ninguna advertencia.
Otros factores contribuyeron a que el tsunami no se detectara hasta que fue demasiado tarde y, aunque un centro estadounidense de alerta de tsunamis y un centro meteorológico japonés publicó una alerta de tsunami, no se entregó información a la gente de la costa.